# Associação de Voleibol da Samoa Americana
A Associação de Voleibol da Samoa Americana  (em inglêsːAmerican Samoa Volleyball Association,ASVA) é  uma organização fundada em 1988 que governa a pratica de voleibol em Samoa Americana, sendo membro da Federação Internacional de Voleibol e da Confederação Asiática de Voleibol, a entidade é responsável por  organizar  os campeonatos nacionais de  voleibol masculino e feminino no país.